# Furusundsgatan

Furusundsgatan är en återvändsgata i stadsdelen Ladugårdsgärdet som sträcker sig från Värtavägen i öster och som korsar Rindögatan/Smedsbacksgatan. Gatan ligger norr om Tessinparken.
I likhet med arkitekturen på Gärdet i övrigt byggdes husen på gatan i funktionalistisk stil. Byggnaderna uppfördes under 1930-talet. 
Innan Gärdets tunnelbanestation invigdes år 1967 trafikerades gatan av trådbuss, linje 41. På Furusundsgatan 9 ligger det så kallade YK-huset - ett tidigare kollektivhus för Yrkeskvinnornas Klubb.